# Ashgill (tijdvak)
| Systeem                                                                                    | Serie (ICS) | Etage (ICS) | Serie (Brits) | Ouderdom (Ma) |
| ------------------------------------------------------------------------------------------ | ----------- | ----------- | ------------- | ------------- |
| Siluur                                                                                     | Llandovery  | Rhuddanien  | Llandovery    | jonger        |
| Ordovicium                                                                                 | Boven       | Hirnantien  | Ashgill       | 443,4–445,2   |
| Ordovicium                                                                                 | Boven       | Katien      | Ashgill       | 445,2–453,0   |
| Ordovicium                                                                                 | Boven       | Katien      | Caradoc       | 445,2–453,0   |
| Ordovicium                                                                                 | Boven       | Sandbien    | 453,0–458,4   |               |
| Ordovicium                                                                                 | Boven       | Sandbien    | 453,0–458,4   | Llandeilo     |
| Ordovicium                                                                                 | Middel      | Darriwilien | 458,4–467,3   |               |
| Ordovicium                                                                                 | Middel      | Darriwilien | 458,4–467,3   | Llanvirn      |
| Ordovicium                                                                                 | Middel      | Darriwilien | 458,4–467,3   | Arenig        |
| Ordovicium                                                                                 | Middel      | Dapingien   | 467,3–470,0   |               |
| Ordovicium                                                                                 | Onder       | Floien      | 470,0–477,7   |               |
| Ordovicium                                                                                 | Onder       | Tremadocien | Tremadoc      | 477,7–485,4   |
| Cambrium                                                                                   | Furongien   | 10e etage   | Merioneth     | ouder         |
| Vergelijking van de oude (Britse, inofficiële) en officiële indelingen van het Ordovicium. |             |             |               |               |

Het Ashgill, Ashgillien of (Vlaanderen) Ashgilliaan is in oudere geologische tijdschalen een tijdvak of serie in het Ordovicium, ongeveer van 450 tot 444 miljoen jaar geleden. In de officiële tijdschaal van de International Commission on Stratigraphy behoort deze tijdspanne tot het tijdvak Laat-Ordovicium, verdeeld over twee tijdsnedes: het Hirnantien en het laatste deel van het Katien. Het Ashgill volgt in de Britse indeling op het Caradoc en wordt opgevolgd door het Llandovery, het onderste tijdvak van het Siluur.
Het Ashgill werd gedefinieerd in Schotland, het is genoemd naar het dorp Ashgill in South Lanarkshire. Het wordt gebruikt in de stratigrafie en geochronologie van heel Europa. Het wordt onderverdeeld in vier etages of tijdsnedes: Pussgillian, Cautleyan, Rawtheyan en Hirnantian.